# Halloween Ends
Halloween Ends ist ein US-amerikanischer Horrorfilm von Regisseur David Gordon Green, der am 13. Oktober 2022 in die deutschen und am darauffolgenden Tag in die US-amerikanischen Kinos kam. Es handelt sich um eine Fortsetzung zu Halloween Kills (2021) und um den insgesamt 13. Teil innerhalb der Halloween-Filmreihe. Die Hauptrollen übernahmen Jamie Lee Curtis, Andi Matichak und Rohan Campbell.

## Handlung
Der junge angehende Student Corey Cunningham soll an Halloween im Jahr 2019 auf den Sohn Jeremy der Familie Allen aufpassen. Jeremy ist seit den Geschehnissen in Haddonfield aus dem Vorjahr von Michael Myers besessen und möchte seinem ungeliebten Babysitter einen Streich spielen, weshalb er Corey auf den Dachboden lockt und dort einsperrt. Der Student versucht sich mit Gewalt aus seiner Lage zu befreien, doch als er die Tür eintritt, wird der dahinterstehende Jeremy das Treppenhaus hinab geschleudert und erschlagen. Seine eintreffenden Eltern halten Corey für einen Mörder, woraufhin er von der Polizei abgeführt wird. Obwohl ein Gericht Corey für unschuldig erklärt, ist er fortan in der Stadt verpönt und wird von einem Großteil der Anwohner gemieden.
Drei Jahre später hat Laurie Strode den Tod ihrer Tochter Karen verarbeitet und seit dem Verschwinden von Michael Myers damit begonnen, ihre Memoiren zu schreiben. Laurie lebt mit ihrer Enkelin Allyson, die mittlerweile als Krankenschwester arbeitet und sich von ihrem Vorgesetzten Dr. Mathis eine Beförderung erwartet. Eines Tages bringt Laurie den verwundeten Corey auf die Krankenstation, der zuvor von einer Gruppe von Teenagern unter der Führung von Terry angegriffen und niedergemacht wurde. Allyson zeigt Interesse an ihrem Patienten und kann den als Automechaniker arbeitenden Corey dazu bringen, ihren Wagen anzusehen. In der Folge entsteht zwischen beiden eine Liebesbeziehung und Allyson versucht, Corey unter Menschen zu bringen.
Auf einer Halloween-Party wird Corey mit Mrs. Allen und seiner Schuld konfrontiert. Aufgebracht verlässt er die Szenerie und sieht sich schon bald darauf erneut mit Terry und dessen Gang konfrontiert. Terry wirft Corey von einer Brücke und flüchtet in dem Glauben, ihn umgebracht zu haben. Corey ist allerdings verletzt und wird von einer unbekannten Person in die Kanalisation gezogen. Michael Myers hat ihn gerettet; der ihn nach einer weiteren Konfrontation am Leben lässt. Michael scheint in Corey seinen Nachfolger erkannt zu haben, weshalb sich beide verbünden.
Michael lehrt Corey das Töten, woraufhin sich der junge Mann an zahlreichen Peinigern von Allyson und ihm rächt. Zu seinen Opfern zählen Allysons Ex-Freund Doug Mulaney, Dr. Mathis und dessen Affäre Deb, Coreys herrische Mutter Joan, der Radiomoderator Willy the Kid und die Gruppe rund um Terry. Laurie bemerkt eine Veränderung im Verhalten des jungen Mannes und meint, in dessen Augen Michael Myers wiederzuerkennen. So fordert sie von Corey, sich von Allyson fernzuhalten, doch dieser möchte seine Beziehung nicht aufgeben. Am Abend bricht Corey in Lauries Haus ein und versucht, sie zu töten, wird von der Rentnerin kompromisslos angeschossen und schwer verwundet. Als Allyson eintrifft, nimmt sich Corey selbst das Leben, um Laurie wie eine grausame Mörderin darzustellen. Allyson ist von ihrer eigenen Großmutter entsetzt und wendet sich von ihr ab.
Kurz darauf stellt Laurie fest, dass sich auch Michael Myers im Haus befindet. Es kommt zum Kampf, in dem Laurie beinahe von Michael getötet, in letzter Sekunde aber von der zurückgekommenen Allyson gerettet wird. Beide fixieren Michael mit Messern auf dem Küchentisch, schneiden ihm die Pulsadern durch und lassen ihn verbluten. Die eintreffende Polizei unter der Führung von Deputy Frank Hawkins entscheidet sich auf Anraten von Laurie dazu, die Leiche öffentlich durch Haddonfield zu eskortieren, damit die Stadt endgültig mit Michael Myers abschließen kann. Im Beisein von zahlreichen Anwohnern und wenigen Überlebenden wirft Laurie die leblosen Überreste von Michael in einen Industrieschredder des Schrottplatzes.
Allyson verlässt die Stadt, während Laurie ihre Memoiren fertig stellt und einer friedlicheren Zukunft entgegenblickt.

## Produktion

### Entstehung, Stab und Besetzung
Im Oktober 2018 wurde erstmals über die Idee von David Gordon Green und Danny McBride berichtet, zwei Fortsetzungen zu Halloween aus dem Jahr 2018 zu inszenieren. Im Juli 2019 folgte schließlich die offizielle Ankündigung von Halloween Kills und Halloween Ends seitens Universal; zunächst noch für die Jahre 2020 und 2021. Green fungierte abermals als Regisseur und war gemeinsam mit McBride, Paul Brad Logan und Chris Bernier auch für das Drehbuch verantwortlich. Als Produzenten waren Jason Blum, Malek Akkad und Bill Block für die Produktionsfirmen Trancas International Films, Miramax und Blumhouse Productions tätig. Im Zuge der Ankündigung wurde auch die Rückkehr von Jamie Lee Curtis bestätigt, die zum siebten Mal die Rolle der Laurie Strode verkörperte. Ebenso komponierte Halloween-Schöpfer John Carpenter zum sechsten Mal innerhalb der Reihe die Filmmusik.
Halloween Ends bildet den Abschluss der Geschichte zwischen Laurie Strode und Michael Myers. Laut Jamie Lee Curtis würden dabei im Film verschiedene Facetten der Gewalt untersuchen und mit einer ungewöhnlichen Herangehensweise aufgewarten werden. Im Vergleich zum Vorgängerfilm sollte die Fortsetzung allerdings „intimer“ und „zurückhaltender“ sein. Regisseur David Gordon Green beschrieb Halloween Ends als Coming-of-Age-Geschichte, die insbesondere vom John-Carpenter-Film Christine inspiriert sei. Nach dem actiongeladenen und eher trostlosen Vorgängerfilm wollte er mit der Fortsetzung zu den dramatischen Wurzeln der Filmreihe zurückkehren und einen optimistischen sowie hoffnungsvollen Abschluss schaffen.
Die Rolle des Michael Myers wurde am Filmset erneut von James Jude Courtney verkörpert, während Nick Castle abermals die Atemgeräusche des Killers übernahm und zum ersten Mal auch mit seinem Gesicht zu sehen war. Ebenso war Kyle Richards erneut als Lindsey Wallace zu sehen, nachdem ihr Auftritt in Halloween Kills positive Zuschauerreaktionen erhalten hatte und ihre Figur daraufhin auch in die Fortsetzung geschrieben wurde. Zu den weiteren Rückkehrern aus vorherigen Filmen zählen Andi Matichak als Allyson Nelson, Will Patton als Deputy Frank Hawkins und Omar Dorsey als Sheriff Barker. Als Neuzugänge der Besetzung wurden Rohan Campbell und Michael O’Leary verpflichtet; letztere Figur Dr. Mathis wurde bereits im Vorgängerfilm erwähnt.

### Dreharbeiten
Der ursprüngliche Plan, Halloween Kills und Halloween Ends back-to-back zu drehen, wurde von den Filmemachern zugunsten eines entspannteren Drehplanes und der vorläufigen Fokussierung auf den ersten Film verworfen. Auch für Sommer 2020 angesetzte Dreharbeiten konnten aufgrund der COVID-19-Pandemie nicht realisiert werden; ebenso kamen im Folgejahr Filmaufnahmen in der bereits für den Vorgängerfilm als Kulisse genutzten Hafenstadt Wilmington nicht zustande.
Der Drehstart mit Kameramann Michael Simmonds erfolgte schließlich erst am 19. Januar 2022 in Savannah, Georgia, unter dem Arbeitstitel Cave Dweller. Zu den weiteren Drehorten zählte die etwa 80 Kilometer von Savannah entfernt gelegene Kleinstadt Sylvania. Hauptdarstellerin Curtis drehte ihre Szenen zwischen dem 25. Januar und 22. Februar 2022; ihre finale Konfrontation mit Michael Myers entstand dabei in kleinen Abschnitten über die Dreharbeiten hinweg verteilt. Am 10. März 2022 wurden die Filmaufnahmen offiziell abgeschlossen. Nach ersten Testvorführungen erfolgten im Juni desselben Jahres viertägige Nachdrehs in Savannah, bei denen ein neues Ende für den Film aufgenommen wurde.

### Veröffentlichung
Ein erster Trailer zum Halloween Ends wurde am 19. Juli 2022 veröffentlicht; ein zweiter folgte am 27. September 2022. Die Weltpremiere erfolgte am 11. Oktober 2022 auf dem Beyond Fest in Los Angeles. Der Film sollte ursprünglich am 14. Oktober 2021 in die deutschen und am darauffolgenden Tag in die US-amerikanischen Kinos kommen. Im Zuge der COVID-19-Pandemie wurde der US-Starttermin allerdings auf den 14. Oktober 2022 verschoben; zeitgleich erschien Halloween Ends auch bei Streamingdienst Peacock. Ein Kinostart in Deutschland erfolgte bereits einen Tag zuvor.

## Synchronisation
Die deutschsprachige Synchronfassung entstand nach einem Dialogbuch von Marius Clarén sowie Hannes Maurer und unter der Dialogregie von Clarén bei FFS Film- & Fernseh-Synchron.
| Rolle                | Schauspieler          | Synchronsprecher    |
| -------------------- | --------------------- | ------------------- |
| Laurie Strode        | Jamie Lee Curtis      | Karin Buchholz      |
| Allyson Nelson       | Andi Matichak         | Daniela Molina      |
| Corey Cunningham     | Rohan Campbell        | Patrick Baehr       |
| Deputy Frank Hawkins | Will Patton           | Erich Räuker        |
| Lindsay Wallace      | Kyle Richards         | Victoria Sturm      |
| Sheriff Barker       | Omar Dorsey           | Matti Klemm         |
| Dr. Mathis           | Michael O’Leary       | Axel Malzacher      |
| Jeremy Allen         | Jaxon Goldenberg      | Moritz Ost          |
| Mrs. Allen           | Candice Rose          | Christin Marquitan  |
| Roger Allen          | Jack William Marshall | Marius Clarén       |
| Officer Doug Mulaney | Jesse C. Boyd         | Timo Weisschnur     |
| Terry                | Michael Barbieri      | Marco Eßer          |
| Stacy                | Destiny Mone          | Nisha Wunder        |
| Margo                | Joey Harris           | Magdalena Montasser |
| Billy                | Marteen               | Jerome Weinert      |
| Joan Cunningham      | Joanne Baron          | Arianne Borbach     |
| Ronald               | Rick Moose            | Michael Iwannek     |
| Willy the Kid        | Keraun Harris         | Jan-David Rönfeldt  |

## Rezeption

### Altersfreigabe
In den Vereinigten Staaten erhielt Halloween Ends von der MPA aufgrund blutiger Gewalt sowie Gore, der Sprache und einigen sexuellen Anspielungen ein R-Rating. In Deutschland erhielt der Film von der FSK keine Jugendfreigabe.

### Kritiken
Halloween Ends konnte 40 % der 246 bei Rotten Tomatoes gelisteten Kritiker überzeugen und erhielt dabei eine durchschnittliche Bewertung von 5,1 von 10 Punkten. Als zusammenfassendes Fazit zieht die Seite, Halloween ende mit einem oftmals verwirrendem Film, der durch seine zahlreichen verpassten Gelegenheiten frustriere. Bei Metacritic erhielt Halloween Ends basierend 46 Kritiken einen Metascore von 47 von 100 möglichen Punkten. Vielerorts wurde die inhaltliche Ausrichtung des Films als kontroverses Konfliktpotential für die Fanszene ausgemacht.
Kate Erbland gelangt in ihrer Kritik für IndieWire zu einem positiven Urteil und attestiert Halloween Ends, ein ambitioniertes Finale zu sein, das Ideen und Handlungsstränge aus beiden Vorgängerfilmen geschickt miteinander verbinde. Der dritte Film von Regisseur David Gordon Green möchte als Message vermitteln, dass Horror nie ende, sondern nur andere Formen annehme. So werde mit einer überraschenden und unheimlichen Eröffnungsszene begonnen, die den Grundstein für die spätere Fokussierung auf die von Andi Matichak verkörperte Allyson und den von Rohan Campbell gespielten Corey lege. Ihre Liebesgeschichte sei das Herzstück des Films, auch wenn sich Halloween Ends anfangs viel Zeit für Exposition nehme. Dass die von Jamie Lee Curtis verkörperte Laurie Strode gleichzeitig eher im Hintergrund bleibe und Michael Myers zu etwas Übernatürlichem gemacht werde, das jeden infizieren könne, seien für Erbland bemerkenswerte Entscheidungen der Filmemacher. Der dritte Akt könne schließlich sowohl Halloween-Fans als auch Neulinge gleichermaßen begeistern, wobei durch Wendungen und Twists „frisches Blut“ in die Filmreihe gebracht werde. So kommt Erblang zu dem Schluss, dass die Geschehnisse rund um Allyson und Corey als Mischung aus Liebesbeziehung und Slasher erschreckender als fast alles seien, was die Reihe jemals vorher versucht hätte.
Auch Hardy Zaubitzer von Filmstarts zieht ein positives Fazit, wenngleich Halloween Ends eher einem Verarbeitungs-Drama als einem Gore-Fest ähnele. Regisseur David Gordon Green lote mit der Fortsetzung die erzählerischen Grenzen konsequent aus, meistere den Drahtseilakt zwischen dem Begehen neuer Wege sowie dem Beibehalten von Kernprinzipien und biete eine „[grandios-unterhaltsame] Mischung aus absurden Ideen und frischen Ansätzen“. Wo Halloween Kills noch flache Gesellschaftskritik übte, werde der Urkonflikt in Halloween Ends auf neue Figuren gespiegelt und erhalte so weitere Facetten. Michael Myers werde dabei zwar fast schon an den Rand gedrängt, aber von den Filmemachern auch weitergedacht, weshalb es zu einem unerwartet intimen Höhepunkt komme, der einem Finale absolut würdig sei. Auch die Gewaltspitzen würden von Green deutlich wirkungsvoller als noch im Vorgängerfilm eingesetzt werden.
Kritischer steht Joshua Rothkopf von Entertainment Weekly dem Film gegenüber, für den Halloween Ends eher ein mit Therapie überladenes Psychodrama als ein Horrorfilm sei. Die Fortsetzung verfolge dabei einen gewagten, aber nicht erfolgreichen Ansatz, bei dem ungewöhnlich viel auf Michael Myers verzichtet werde und sich auch Laurie Strode, die einen klügeren Abschied verdient gehabt hätte, wie ein Fremdkörper im Film anfühle. Für eine Filmreihe, in der die Prämisse stets möglichst minimalistisch gehalten worden sei, setzte Regisseur David Gordon Green zu sehr auf eine ausufernde Hintergrundgeschichte. Schleppende Passagen kompensiere der Filmemacher mit unmotiviertem Gore über und auch der finale Showdown sei halbherzig.
Ein fast gänzlich negatives Fazit zieht Sebastian Seidler vom Filmdienst, für den Halloween Ends ein unwürdiges Finale, unfreiwillig komisch, langweilig und peinlich sei. Trotz des großen Bedrohungsszenarios sei der im Film gezeigte Terror ziemlich gering; weder Spannung noch eine Horrorstimmung entstehe. Zwar gelinge es der Fortsetzung, einige berührende zwischenmenschliche Momente innerhalb der traumatischen Verwüstung zu inszenieren, doch Halloween Ends habe darüber hinaus viele dramaturgische Probleme und denke Handlungsstränge nicht zu Ende. Die gezeigten Figuren seien allesamt nur Skizzen und die Entscheidung, mit Rohan Campbell einen neuen Antagonisten einzuführen, wiege schwer. Ebenso seien die Vermenschlichung von Michael Myers und die Nichterklärung seiner Übermenschlichkeit im Vorgängerfilm Probleme. So kommt Seidler zu dem Schluss, dass Halloween Ends der gesamten Filmreihe den Reiz nehme und die Horrorikone Michael Myers entmystifiziere.

### Einspielergebnis
Am Startwochenende konnte Halloween Ends mit einem Einspielergebnis von rund 41,2 Millionen US-Dollar die Spitzenposition der US-amerikanischen Kino-Charts belegen, verzeichnete damit aber weniger Einnahmen als noch der Vorgängerfilm Halloween Kills im gleichen Zeitraum. Auf Peacock wurde der Film hingegen innerhalb der ersten zwei Tage nach Veröffentlichung zur erfolgreichsten Produktion des Streamingdienstes und sicherte der Plattform mit rund 717 Millionen geschauten Filmminuten erstmals die Spitzenposition der wöchentlichen Nielsen Ratings. Dem Budget von rund 20 Millionen US-Dollar stehen weltweite Einnahmen aus Kinovorführungen in Höhe von 104,2 Millionen US-Dollar gegenüber, von denen Halloween Ends allein 64,1 Millionen im nordamerikanischen Raum erwirtschaften konnte. In Deutschland verzeichnete der Film 482.328 Kinobesucher.

### Auszeichnungen
Fangoria Chainsaw Awards 2023
- Nominierung für die Beste Filmmusik (John Carpenter, Cody Carpenter & Daniel A. Davies)[43]

Hollywood Music in Media Awards 2022
- Nominierung für die Beste Filmmusik eines Horrorfilms (John Carpenter, Cody Carpenter & Daniel A. Davies)[44]

People’s Choice Awards 2022
- Nominierung als Bestes Filmdrama
- Nominierung als Beste Schauspielerin in einem Filmdrama (Jamie Lee Curtis)[45]